# Shoto Ashino
Shoto Ashino (født 24. juli 1992) er en japansk fodboldspiller, som spiller for den japanske fodboldklub YSCC Yokohama.